# ゴーヴ郡 (カンザス州)
ゴーヴ郡（英: Gove County）は、アメリカ合衆国カンザス州の北部に位置する郡である。2010年国勢調査での人口は2,695人であり、2000年の3,068人から12.2%減少した。郡庁所在地はゴーブシティ市（人口80人）であり、同郡で人口最大の都市はクインター市である（人口918人）。

## 法と政府
1986年にカンザス州憲法が修正されて、個人が嗜むアルコールの販売を郡の住民投票で承認すれば認めることになったが、ゴーヴ郡は現在でもアルコールを禁じる、すなわち「ドライ」の郡のままである。

## 地理
アメリカ合衆国国勢調査局に拠れば、郡域全面積は1,071.47平方マイル (2,775.1 km2)であり、このうち陸地は1,071.38平方マイル (2,774.9 km2)、水域は0.09平方マイル (0.23 km2)で水域率は0.01%である。

### 隣接する郡
- シェリダン郡 - 北
- グラハム郡 - 北東
- トレゴ郡 - 東
- ネス郡 - 南東
- レーン郡 - 南
- スコット郡 - 南西
- ローガン郡 - 西
- トーマス郡 - 北西

## 人口動態

人口ピラミッド

以下は2000年の国勢調査による人口統計データである。
| 基礎データ - 人口: 3,068人 - 世帯数: 1,245 世帯 - 家族数: 861 家族 - 人口密度: 1人/km2（3人/mi2） - 住居数: 1,423軒 - 住居密度: 1軒/km2（1軒/mi2） 人種別人口構成 - 白人: 97.95% - アフリカン・アメリカン: 0.10% - ネイティブ・アメリカン: 0.16% - アジア人: 0.10% - その他の人種: 0.72% - 混血: 0.98% - ヒスパニック・ラテン系: 1.24% 年齢別人口構成 - 18歳未満: 26.2% - 18-24歳: 5.4% - 25-44歳: 22.1% - 45-64歳: 23.7% - 65歳以上: 22.7% - 年齢の中央値: 43歳 - 性比（女性100人あたり男性の人口） - 総人口: 95.2 - 18歳以上: 92.3 | 世帯と家族（対世帯数） - 18歳未満の子供がいる: 28.4% - 結婚・同居している夫婦: 63.5% - 未婚・離婚・死別女性が世帯主: 3.5% - 非家族世帯: 30.8% - 単身世帯: 29.7% - 65歳以上の老人1人暮らし: 17.5% - 平均構成人数 - 世帯: 2.42人 - 家族: 3.01人 収入と家計 - 収入の中央値 - 世帯: 33,510米ドル - 家族: 40,438米ドル - 性別 - 男性: 26,863米ドル - 女性: 21,537米ドル - 人口1人あたり収入: 17,852米ドル - 貧困線以下 - 対人口: 10.3% - 対家族数: 8.0% - 18歳未満: 13.9% - 65歳以上: 6.9% |

## 都市と町

### 法人化された都市
都市名の後の数字は2010年国勢調査での人口を示す。
- クインター, 918
- グリネル, 259
- グレインフィールド, 277
- パーク, 126
- ゴーブシティ, 80 - 郡庁所在地
- オークリー, 2,045、小部分のみが郡内、ローガン郡に大半がある

## その他の町
- キャンパス
- カーリ

### 郡区
ゴーヴ郡は9の郡区に分けられている。郡内の都市はどれも「政治的に独立」とは見なされず、郡区の数字の全ては都市の数字を含んでいる。下表で「人口中心」は最大都市であり、特に大きな数字でなければ、郡区の人口に含まれるものである。
| 郡区 | FIPSコード | 人口中心           | 人口  | 人口密度 /km2 (/sq mi) | 陸地面積 km2 (sq mi) | 水域 km2 (sq mi) | 水域率(%) | 座標                                                                |
| --- | ---------- | ------------------ | ----- | ---------------------- | -------------------- | ---------------- | --------- | ------------------------------------------------------------------- |
| ベイカー                                                                                                | 03775      | クインター         | 1,357 | 4 (11)                 | 324 (125)            | 0 (0)            | 0 %       | 北緯39度2分18秒 西経100度13分56秒 / 北緯39.03833度 西経100.23222度  |
| ギーランド                                                                                              | 25000      |                    | 46    | 0 (1)                  | 208 (80)             | 0 (0)            | 0 %       | 北緯38度56分21秒 西経100度44分30秒 / 北緯38.93917度 西経100.74167度 |
| ゴーヴ                                                                                                  | 27075      |                    | 215   | 1 (2)                  | 301 (116)            | 0 (0)            | 0 %       | 北緯38度57分19秒 西経100度31分44秒 / 北緯38.95528度 西経100.52889度 |
| グレインフィールド                                                                                      | 27225      | グレインフィールド | 430   | 2 (6)                  | 184 (71)             | 0 (0)            | 0 %       | 北緯39度5分41秒 西経100度28分28秒 / 北緯39.09472度 西経100.47444度  |
| グリネル                                                                                                | 28925      | グリネル           | 480   | 2 (4)                  | 320 (123)            | 0 (0)            | 0.04%     | 北緯39度5分50秒 西経100度41分41秒 / 北緯39.09722度 西経100.69472度  |
| ジェローム                                                                                              | 35425      |                    | 132   | 0 (1)                  | 370 (143)            | 0 (0)            | 0.01%     | 北緯38度48分3秒 西経100度28分45秒 / 北緯38.80083度 西経100.47917度  |
| ララビー                                                                                                | 38750      |                    | 80    | 0 (1)                  | 371 (143)            | 0 (0)            | 0.01%     | 北緯38度47分24秒 西経100度15分14秒 / 北緯38.79000度 西経100.25389度 |
| ルイス                                                                                                  | 39750      |                    | 13    | 0 (0)                  | 372 (144)            | 0 (0)            | 0 %       | 北緯38度46分23秒 西経100度43分39秒 / 北緯38.77306度 西経100.72750度 |
| ペイン                                                                                                  | 55050      |                    | 315   | 1 (3)                  | 324 (125)            | 0 (0)            | 0 %       | 北緯39度3分4秒 西経100度20分42秒 / 北緯39.05111度 西経100.34500度   |
| Sources: “Census 2000 U.S. Gazetteer Files”. U.S. Census Bureau, Geography Division. 2012年4月1日閲覧。 |            |                    |       |                        |                      |                  |           |                                                                     |

## 教育

### 統一教育学区
- グリネル USD 291
- グレインフィールド USD 292
- クインター USD 293

## 見どころ
- キャッスルロック
- モニュメントロック

## ギャラリー

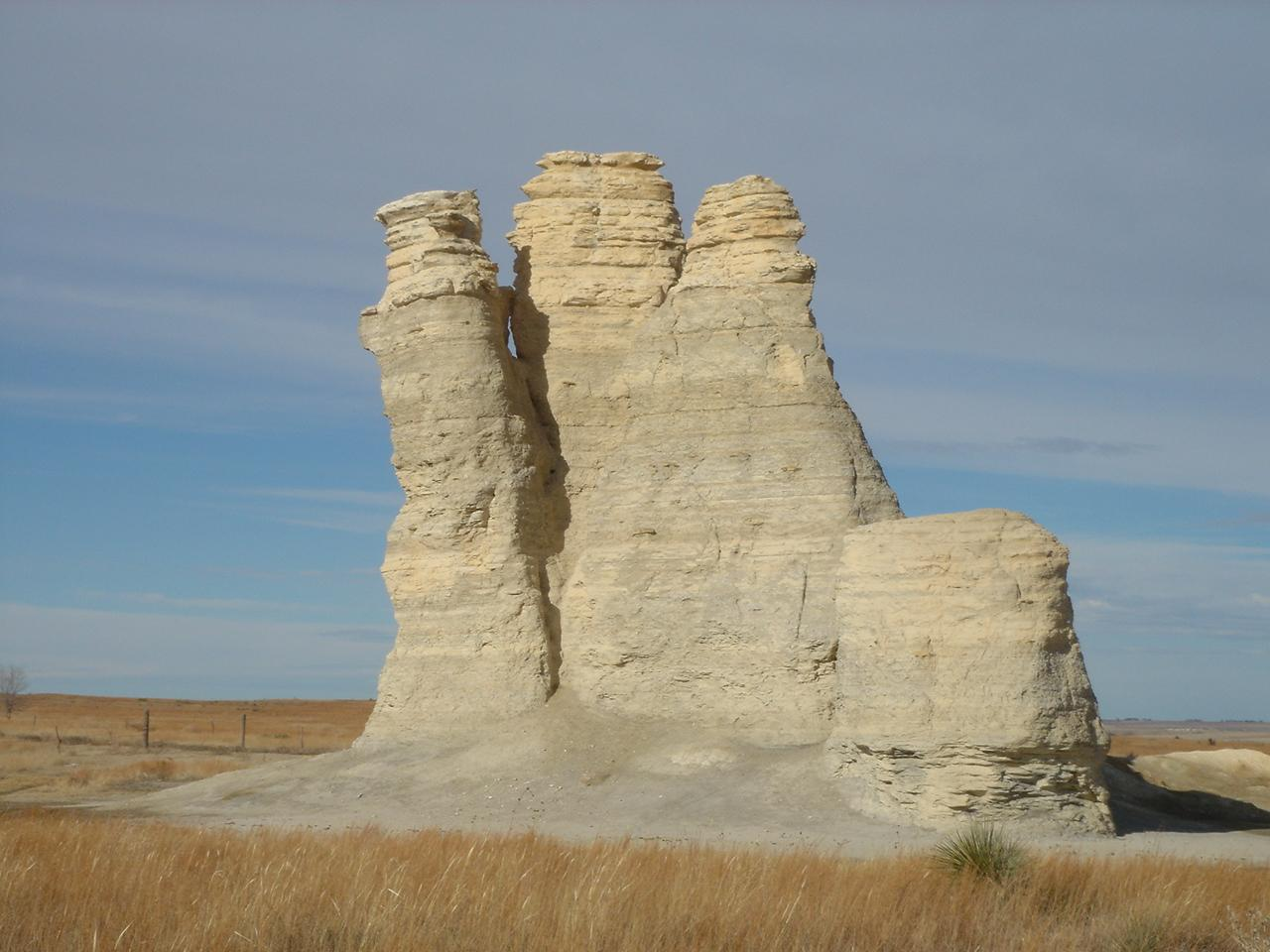
キャッスルロック
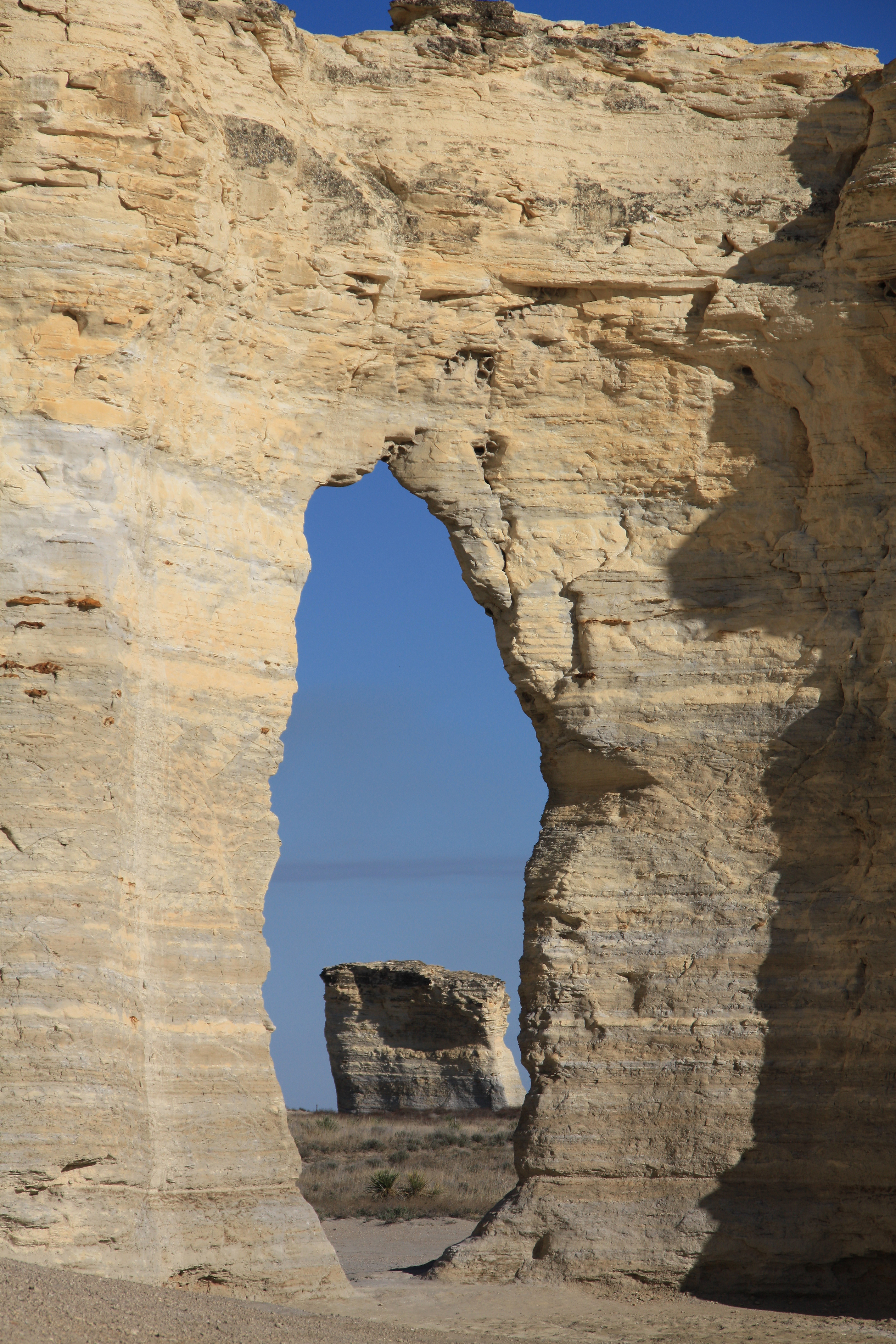
モニュメントロック
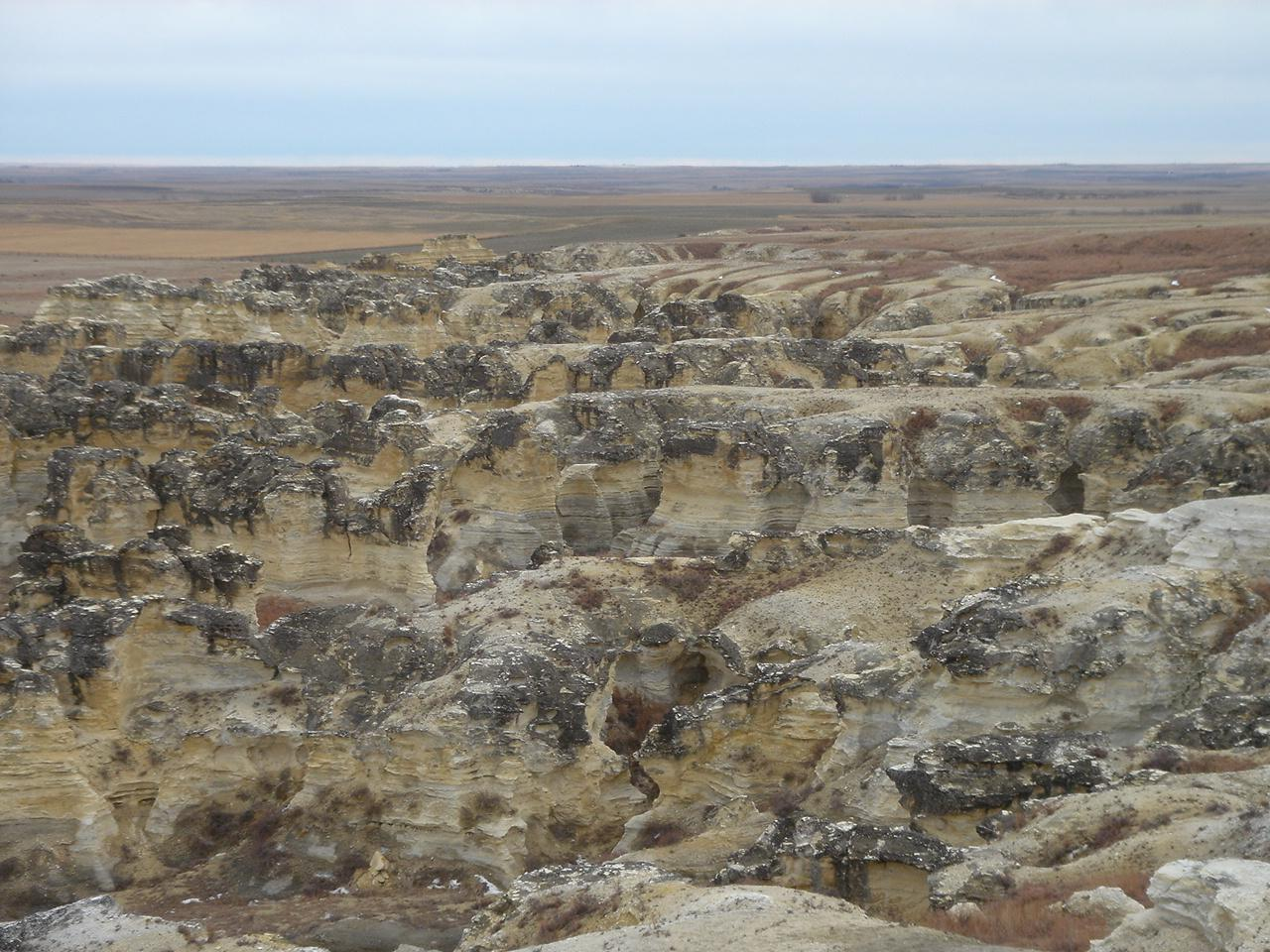
キャッスルロック近くの悪地
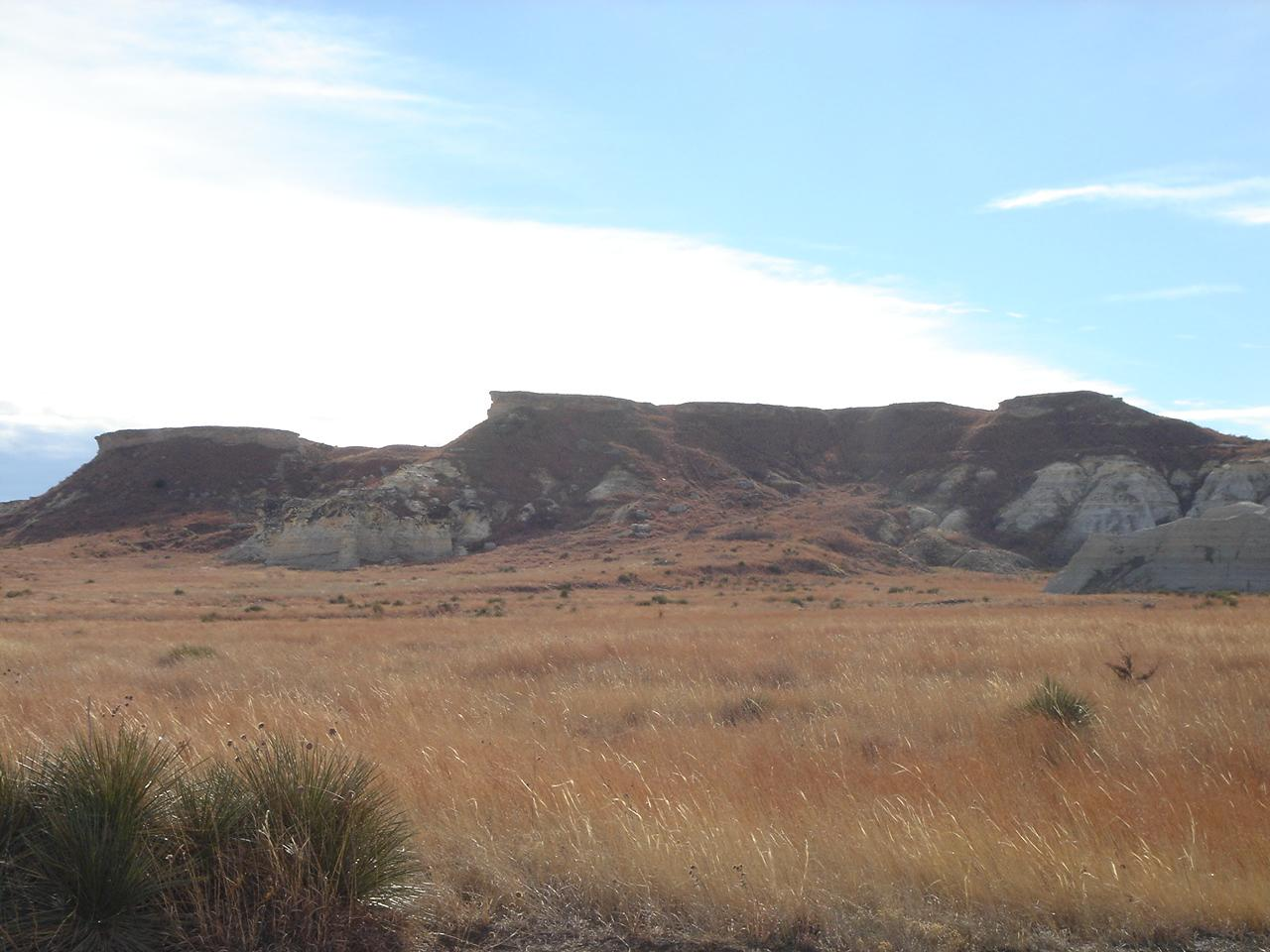
キャッスルロック近くの崖
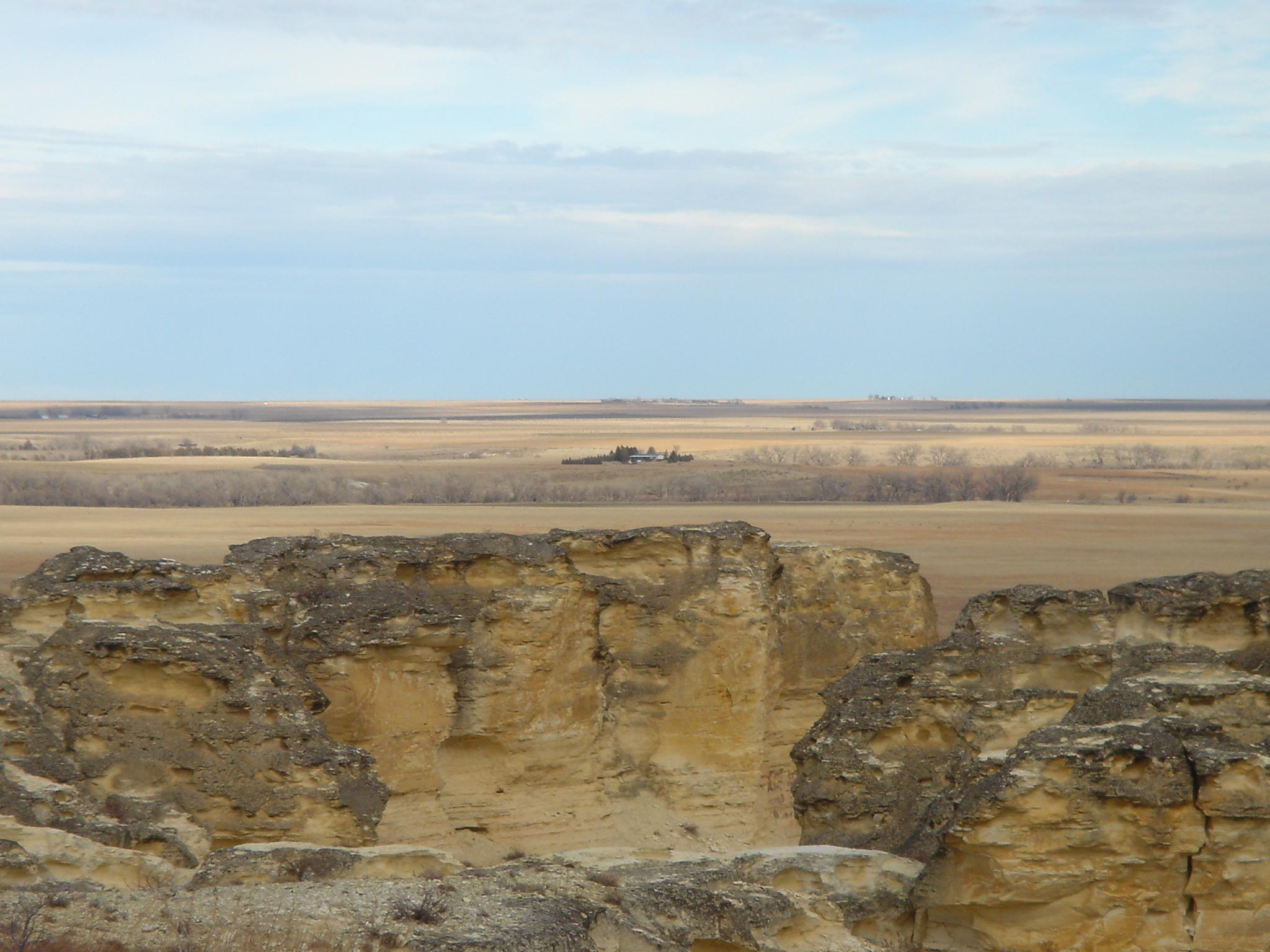
ゴーヴ郡風景
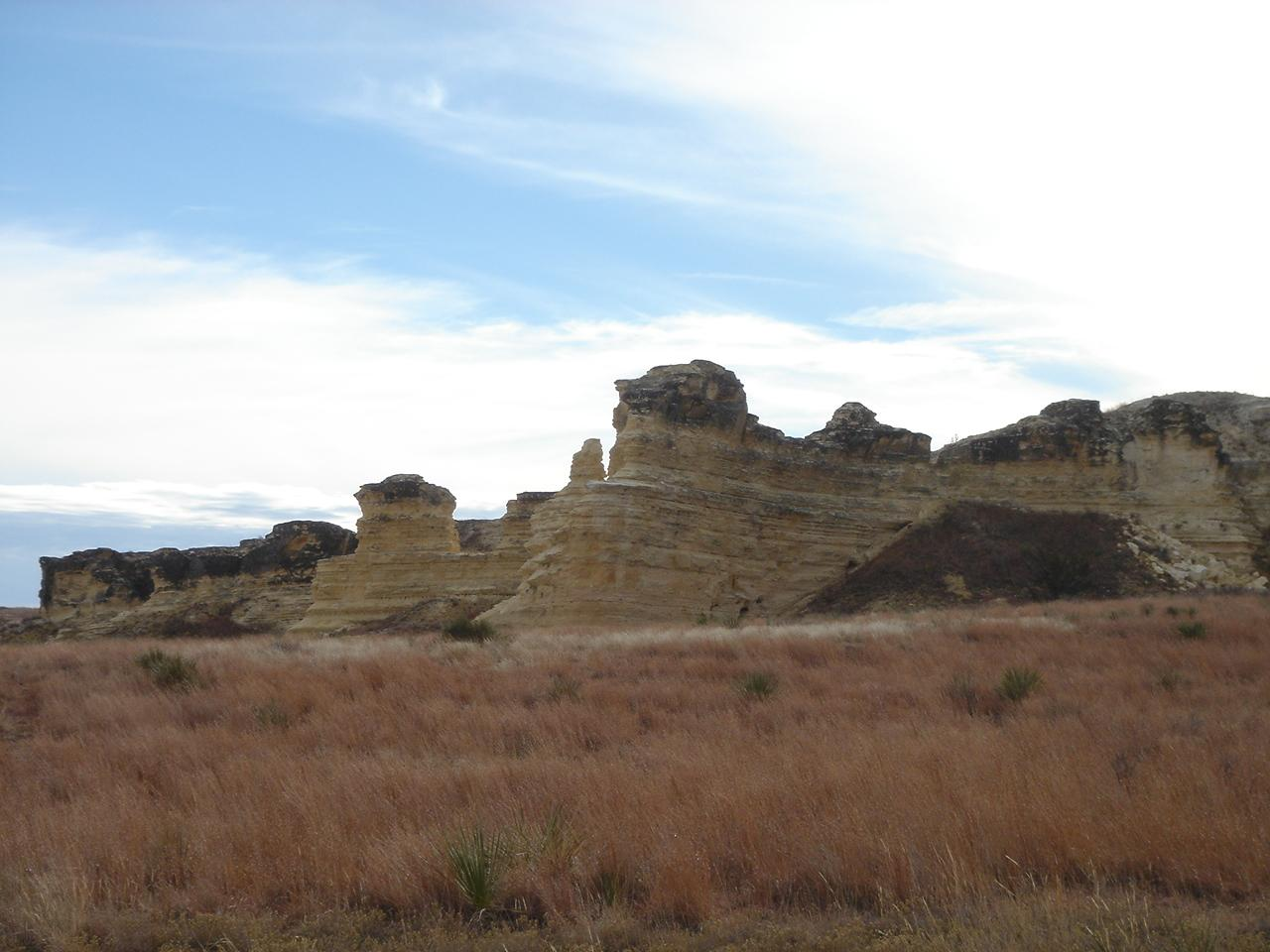
キャッスルロック近くの悪地
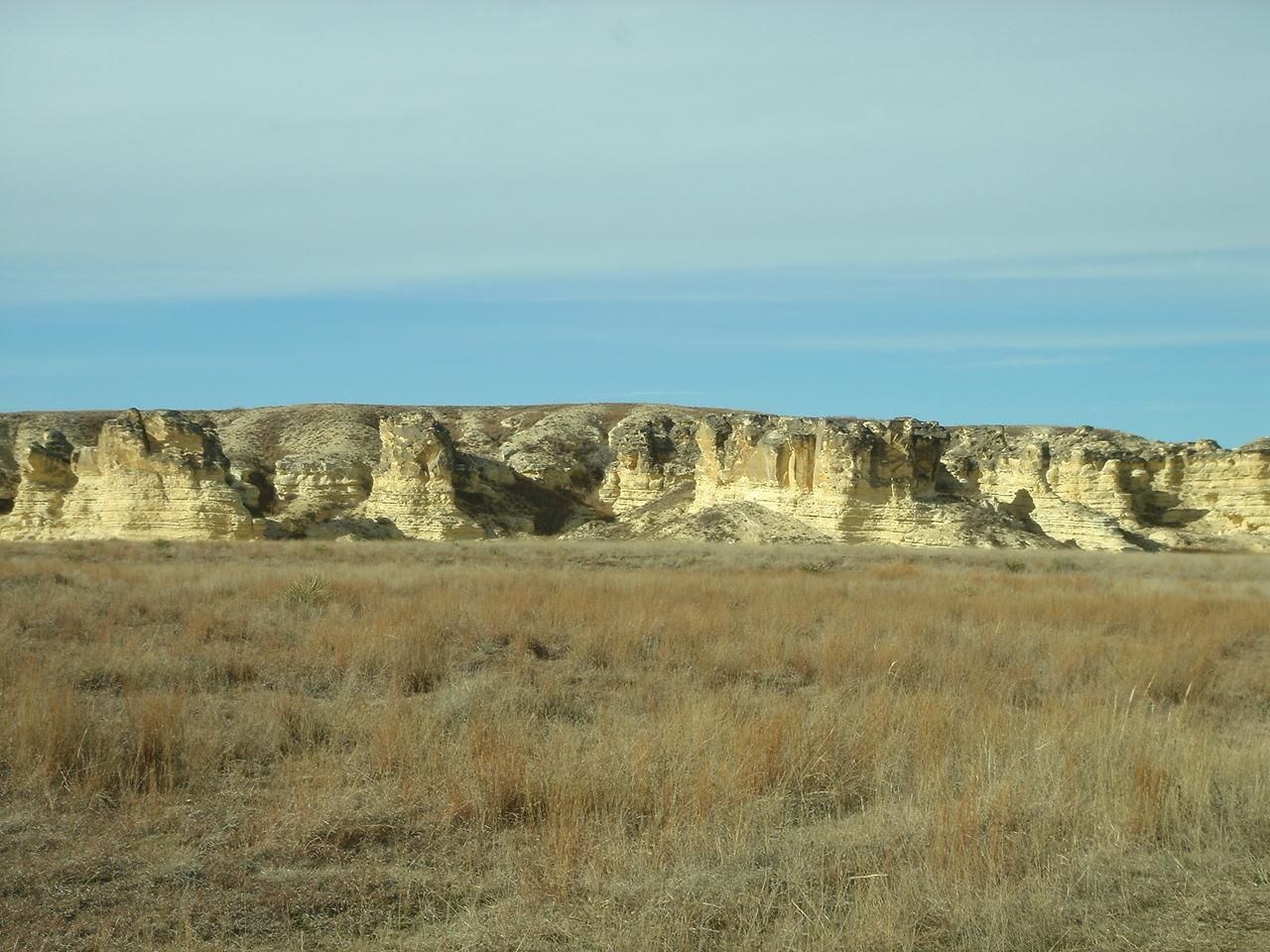
キャッスルロック近くの悪地
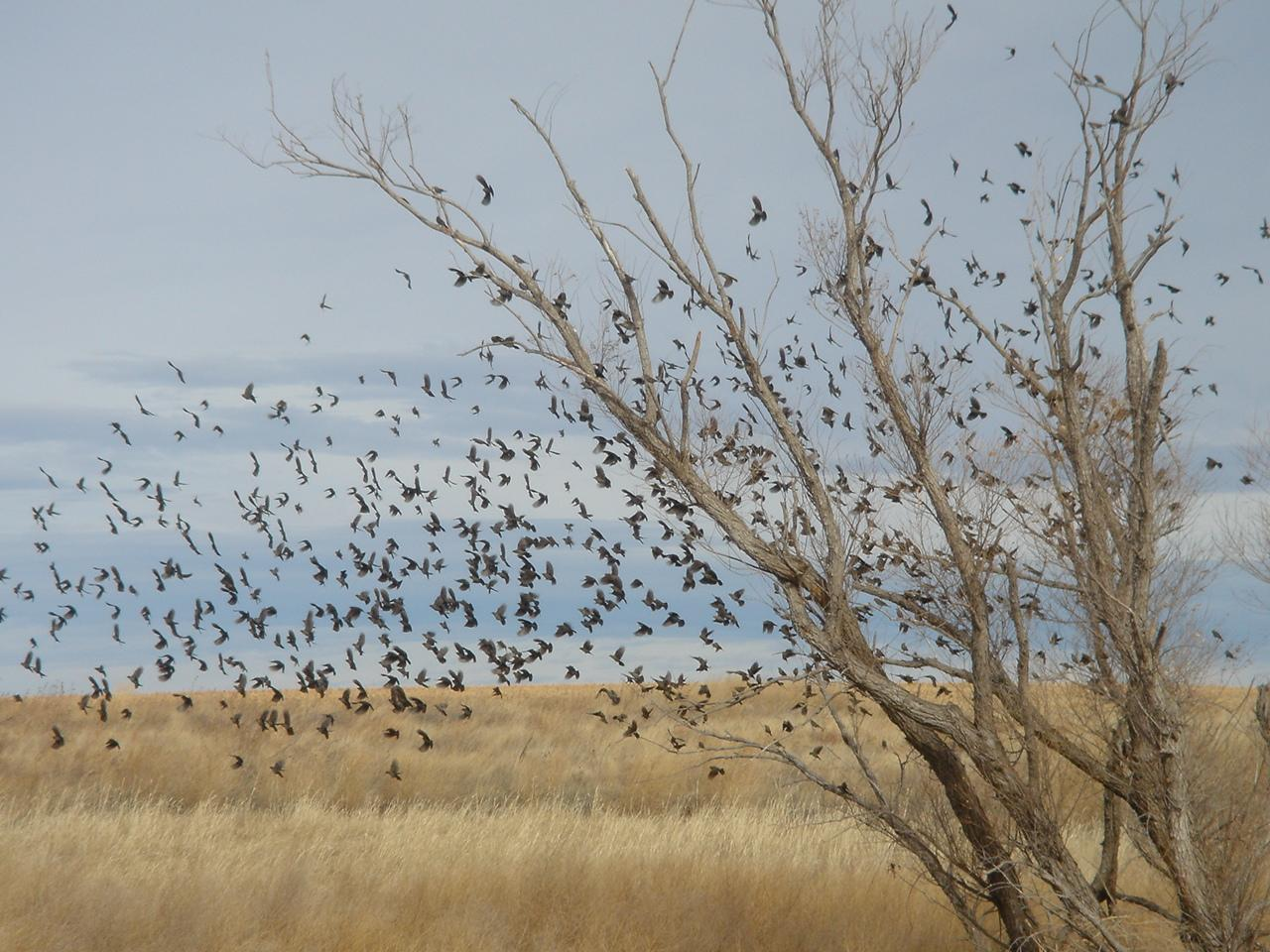
ゴーヴ郡の野鳥